# Liu Xiaobo (taekwondo)
Liu Xiaobo –en xinès, 刘哮波– (Pequín, 16 de gener de 1984) és un esportista xinès que va competir en taekwondo.
Va participar en els Jocs Olímpics de Londres 2012, obtenint una medalla de bronze en la categoria de +80 kg.

## Palmarès internacional
| Jocs Olímpics | Jocs Olímpics         | Jocs Olímpics | Jocs Olímpics |
| Any           | Lloc                  | Medalla       | Categoria     |
| ------------- | --------------------- | ------------- | ------------- |
| 2012          | Londres ( Regne Unit) | 3             | +80 kg        |